# GAC 피아트 크라이슬러
GAC 피아트 크라이슬러(영어: GAC Fiat Chrysler)는 중국 창사시에 본사를 둔 자동차 제조 회사로, GAC그룹과 스텔란티스 간의 50:50 합작 회사였다. 2010년 3월 9일에 설립되었으며 피아트는 초기 미화 5억 5,900만 달러를 해당 벤처에 투자하기로 동의했다.

## 역사
피아트와 GAC그룹은 2009년 7월 6일 로마에서 Hu Jintao 중국 국가주석과 실비오 베를루스코니 이탈리아 총리가 참석한 가운데 합작 투자 협을 체결했다.창사 내 GAC 피아트 시설 건설은 2009년 11월 26일 주중국 이탈리아 대사, 후난성과 광둥성의 지방 지도자들, 창사와 광저우 시의 지도자들이 참석한 기공식을 시작으로 시작되었다. GAC 피아트 자동차는 2010년 3월 9일에 설립되었다.창사 조립 공장은 2012년 6월 28일 피아트 CEO 세르지오 마르치오네와 후난성·광둥성 대표들이 참석한 행사에서 공식 개장했다.
2013년 1월, GAC 피아트가 크라이슬러를 포함하도록 확장되고, 지프 제품 생산을 위해 광저우에 새로운 조립 공장을 건설할 것이라고 발표했다.
2015년 1월, GAC 피아트는 GAC 피아트 크라이슬러로 이름이 변경되었다.
2022년 1월 스텔란티스는 합작 투자의 75% 지분을 인수할 계획을 발표했으며합작 투자를 변경하기 위한 공식 계약이 체결되지 않았다고 재빨리 응답했다.
2022년 7월에 스텔란티스는 GAC와의 합작 투자를 종료하고 현지 운영을 중단하고 수입으로 전환할 것이라고 발표하였다.

## 운영
GAC 피아트는 창사에 시설을 갖추고 있으며, 연간 생산 능력은 140,000대, 엔진은 220,000대로 약 700,000m2이다.차량 생산은 2012년 6월 피아트 비아지오 4도어 세단으로 시작되었다.이후 오티모(비아지오의 해치백 버전) 제작에 착수했다.2013년 10월 GAC 피아트는 광저우에 제2 제조공장 건설을 발표했다. 2014년 11월, 피아트 크라이슬러와 GAC가 지프 생산을 위해 파트너십을 확대했다.창사 공장은 2015년 10월부터 지프 체로키 조립을 시작했으며 광저우 공장은 2016년 4월부터 지프 레니게이드 조립을 시작했다.2016년 말 광저우 공장은 지프 컴패스를 생산했고, 2018년 창사 공장은 지프 그랜드 커맨더를 생산하기 시작했다.

## 생산했던 차종

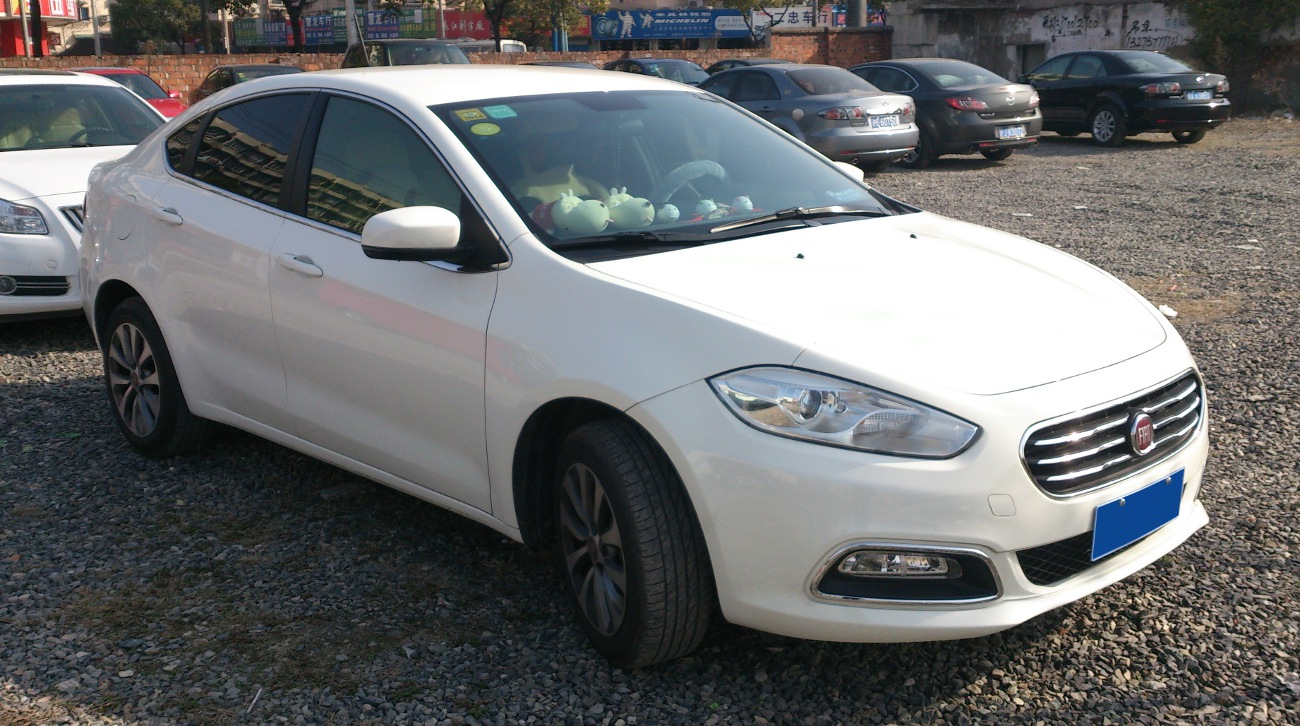
2012년~2017년[22] 피아트 비아지오
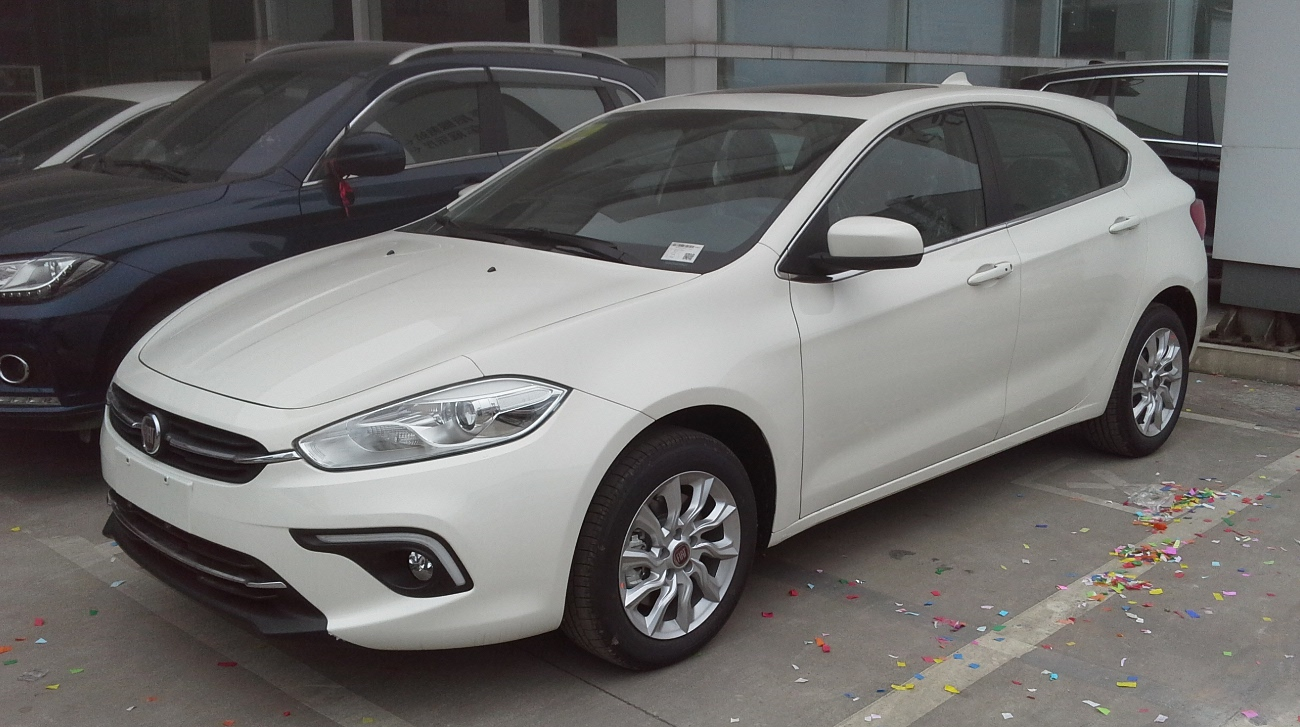
2014년~2017년[22] 피아트 오티모
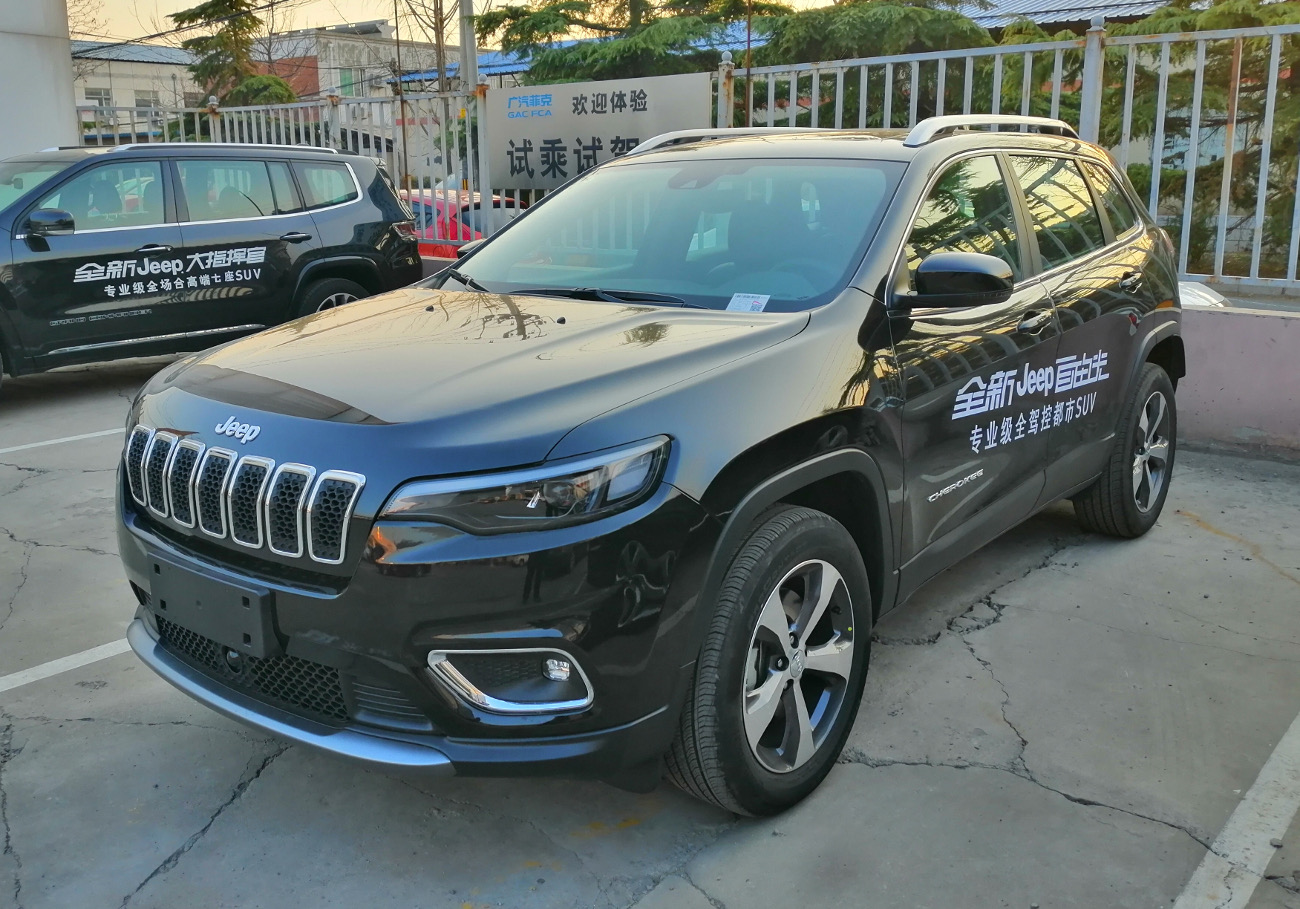
2015년~2022년 지프 체로키 (K4)
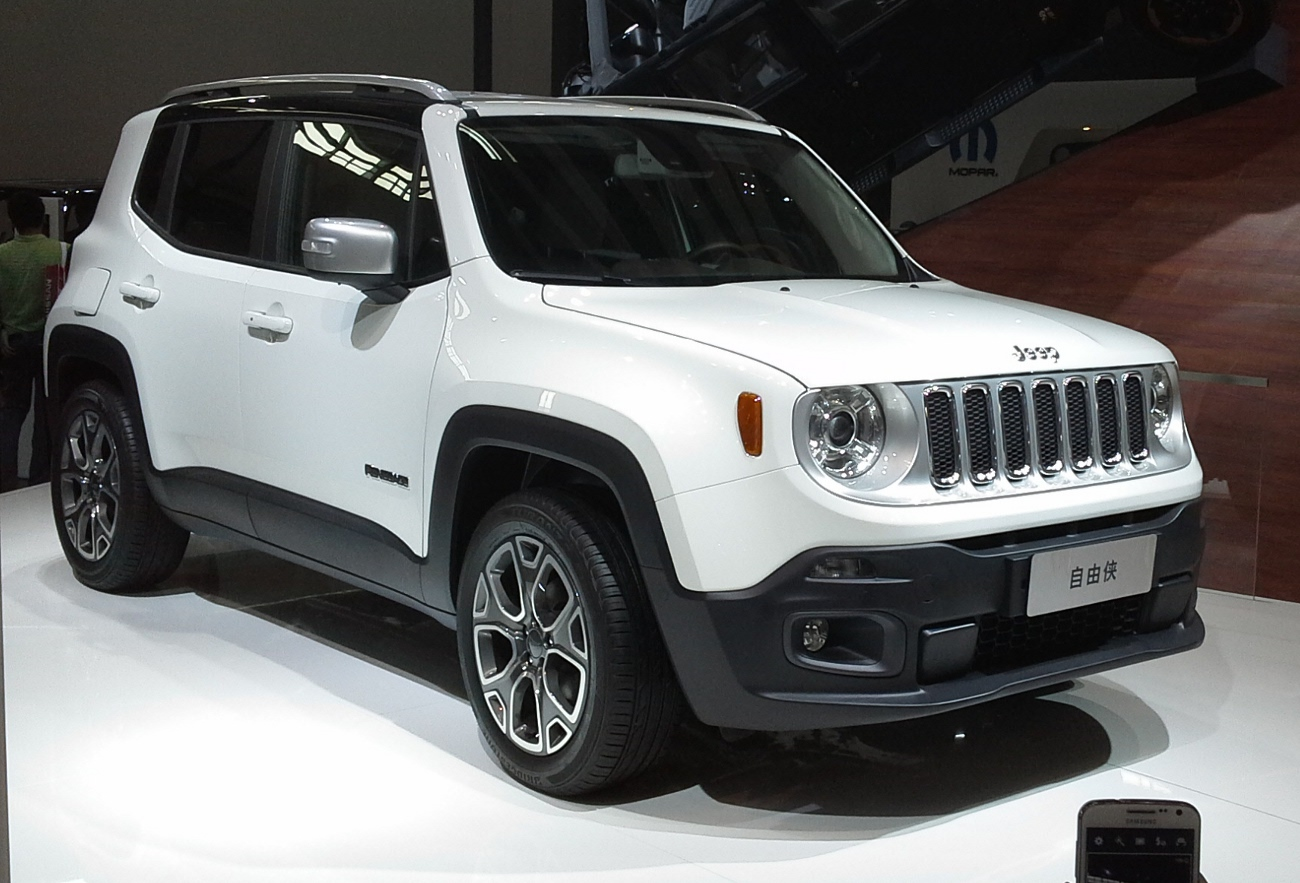
2016년~2022년 지프 레니게이트 (BQ)
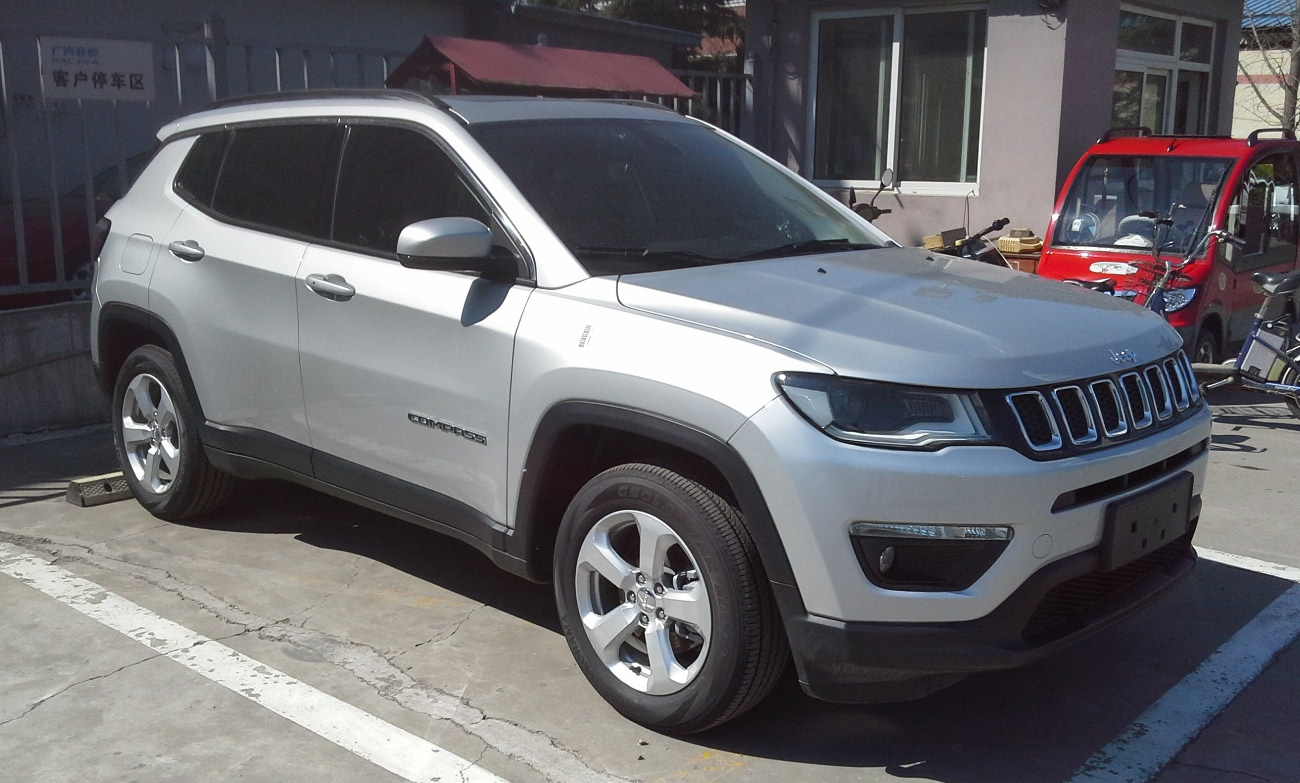
2016년~2022년 지프 컴패스 (M4/553)
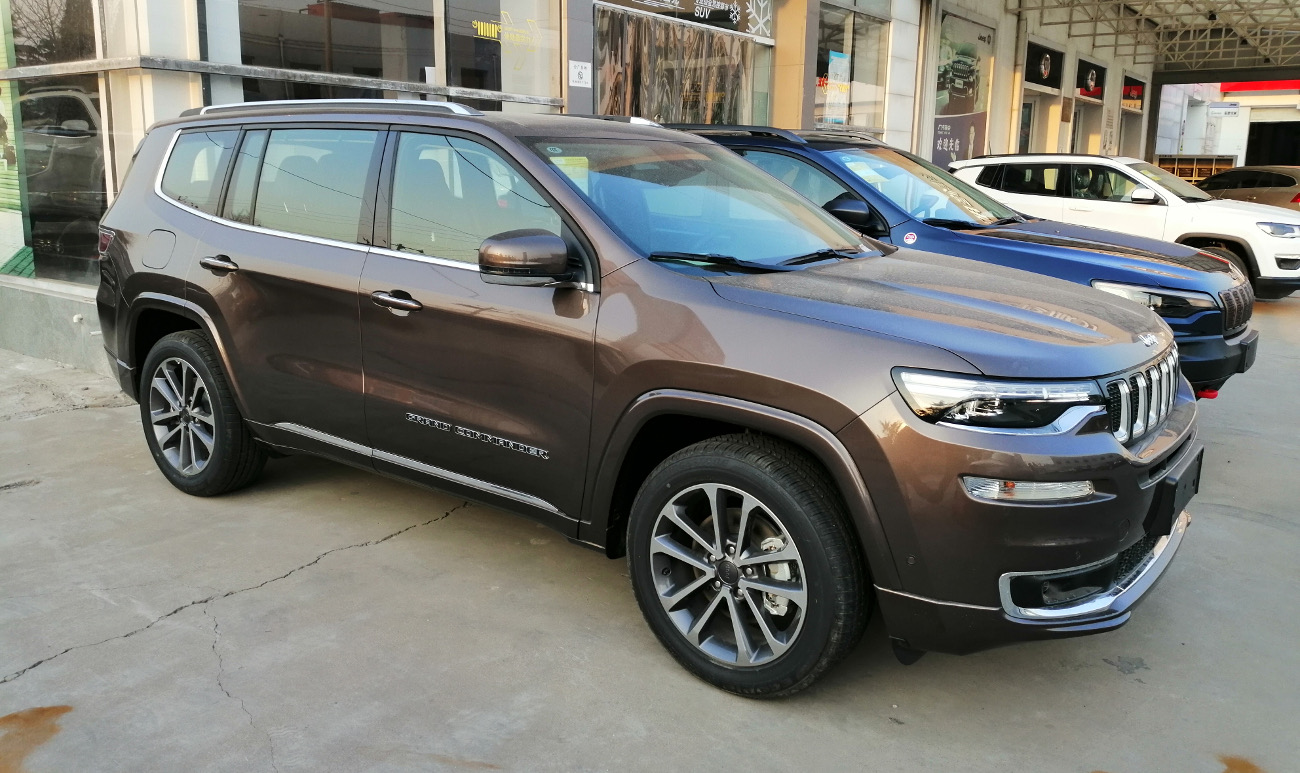
2018년~2022년 지프 그랜드 커맨더

## 매출 수치

### 연도별
| 연도   | 피아트  | 지프    | 합계    |
| ------ | ------- | ------- | ------- |
| 2012년 | 11,288  | 0       | 11,288  |
| 2013년 | 48,375  | 0       | 48,375  |
| 2014년 | 68,090  | 0       | 68,090  |
| 2015년 | 31,481  | 8,005   | 39,486  |
| 2016년 | 12,699  | 133,009 | 145,708 |
| 2017년 | 2,273   | 202,755 | 205,028 |
| 2018년 | 269     | 124,514 | 124,783 |
| 2019년 | 23      | 72,956  | 72,979  |
| 2020년 | 0       | 40,659  | 40,659  |
| 2021년 | 0       | 20,357  | 20,357  |
| 합계   | 174,498 | 602,255 | 776,753 |

### 차량
- 피아트 오티모: 40,002
- 피아트 비아지오: 134,496
- 지프 체로키: 253,045
- 지프 컴패스: 215,160
- 지프 그랜드 커맨더: 43,039
- 지프 레니게이드: 91,011